# Веллингтон Нен
Ве́ллингтон Си́лва Са́ншеш Агиа́р, более известный как Веллингтон Нен (порт. Wellington Silva Sanches Aguiar; Wellington Nem; 6 февраля 1992, Рио-де-Жанейро, Бразилия) — бразильский футболист, полузащитник. Выступал за национальную сборную Бразилии.

## Биография

### Клубная карьера
Выступал за молодёжную команду «Флуминенсе». В 2011 году был отдан в аренду клубу «Фигейренсе», за который провёл 25 матчей и забил 9 мячей. В начале 2012 года Веллингтон Нем вернулся обратно во «Флуминенсе» и стал вместе с командой чемпионом Бразилии.
4 июня 2013 года сайт крупнейшей бразильской газеты O Globo сообщил, что Веллингтон Нен согласился на переход в донецкий «Шахтёр». 5 июня игрок вылетел в Донецк для прохождения медосмотра и подписания контракта. 6 июня 2013 года «Шахтёр» официально объявил о подписании контракта с Веллингтоном. Соглашение рассчитано на пять лет. Трансферная стоимость составила 9 млн евро. Дебютировал за «Шахтёр» 27 июня 2013 в матче против петербургского «Зенита».
За всё время, проведённое в «Шахтёре», Нен так и не смог стать футболистом основного состава. Ничего не изменилось в карьере игрока и после прихода в команду Паулу Фонсеки.
Всего с июня 2013 по ноябрь 2016 года Веллингтон Нен провёл за «Шахтёр» 51 матч и забил девять мячей. В ноябре 2016 года игрок был арендован на год бразильским «Сан-Паулу». В августе 2020 года, после семи лет пребывания в «Шахтёре», покинул стан «горняков».

### Карьера в сборной
В составе юношеской сборной Бразилии до 17 лет провёл 10 матчей и забил 3 гола. В 2012 году выступал за национальную сборную Бразилии, в составе дебютировал 26 мая 2012 года в товарищеском матче против Дании (1:3).

## Достижения
- Чемпион штата Рио-де-Жанейро: 2012
- Чемпион Бразилии (1): 2012
- Чемпион Украины (3): 2013/14, 2017/18, 2018/19
- Обладатель Кубка Украины (2): 2017/18 (не играл), 2018/19
- Обладатель Суперкубка Украины: 2016
- Победитель Суперкласико де лас Америкас: 2012